# Joseph Walshe
Joseph (Joe) Walshe (2 octobre 1886 - 6 février 1956) est un fonctionnaire et diplomate irlandais. En tant que secrétaire du département des Affaires extérieures de l'État libre d'Irlande de 1923 à 1946, il est le plus haut fonctionnaire du département.